# 5861 Glynjones
5861 Glynjones este un asteroid din centura principală de asteroizi.

## Descriere
5861 Glynjones este un asteroid din centura principală de asteroizi. A fost descoperit pe 15 septembrie 1982 la Stația Anderson Mesa de Edward L. G. Bowell. El prezintă o orbită caracterizată de o semiaxă mare de 2,22 ua, o excentricitate de 0,19 și o înclinație de 2,1° în raport cu ecliptica.